# Fédération royale marocaine de handball
La Fédération royale marocaine de handball (en arabe : الجامعة التونسية لكرة اليدجامعة الملكية المغربية الكرة اليد) est l'organisation nationale chargée de gérer et de promouvoir la pratique du handball au Maroc sous l'égide de la Fédération internationale de handball  et de la Confédération africaine de handball. La fédération est classée 56e au classement mondial de l'IHF.
Elle est notamment responsable des équipes nationales (masculine et féminine) et des compétitions nationales (Championnat masculin et féminin, Coupe du Maroc masculine et féminine)

## Personnalités liées à la fédération
- Abdelmoumen El Jaouhari, président de 1998 environ à janvier 2007, décédé lors du championnat du monde en Allemagne
- Hanafi Adli, président depuis 2015